# Ацјенде Агриколе Асочате Фонте Верде (Рагуза)
Ацјенде Агриколе Асочате Фонте Верде је насеље у Италији у округу Рагуза, региону Сицилија.
Према процени из 2011. у насељу је живело 1 становника. Насеље се налази на надморској висини од 54 м.